# Macrocera parcehirsuta
Macrocera parcehirsuta är en tvåvingeart som beskrevs av Becker 1907. Macrocera parcehirsuta ingår i släktet Macrocera och familjen platthornsmyggor. Inga underarter finns listade i Catalogue of Life.